# Capitol (Montana)
Capitol é uma cidade fantasma no condado de Carter, estado de Montana, nos  Estados Unidos. 

## Geografia
Capitol fica situada a 966 metros de altitude, Capitol deve o seu nome a Capitol Rock National Natural Landmark. uma paisagem proeminente nas proximidades de Long Pine Hills. Capitol fica localizada nas margens do Little Missouri River e perto da fronteira com o estado de Dacota do Sul.

## Vila
Capitol é uma cidade fantasma com dois edifícios ainda em pé.

## Correios
Capitol teve uma estação de correios entre 1891 e 1982, a partir dessa data, os residentes com endereço de Capitol recebem o seu correio a partir de Camp Crook, no vizinho estado da Dacota do Sul.

## Igrejas
Uma igreja chamada  'Little Missouri Lutheran Church' fica localizada próximo de Capitol. 

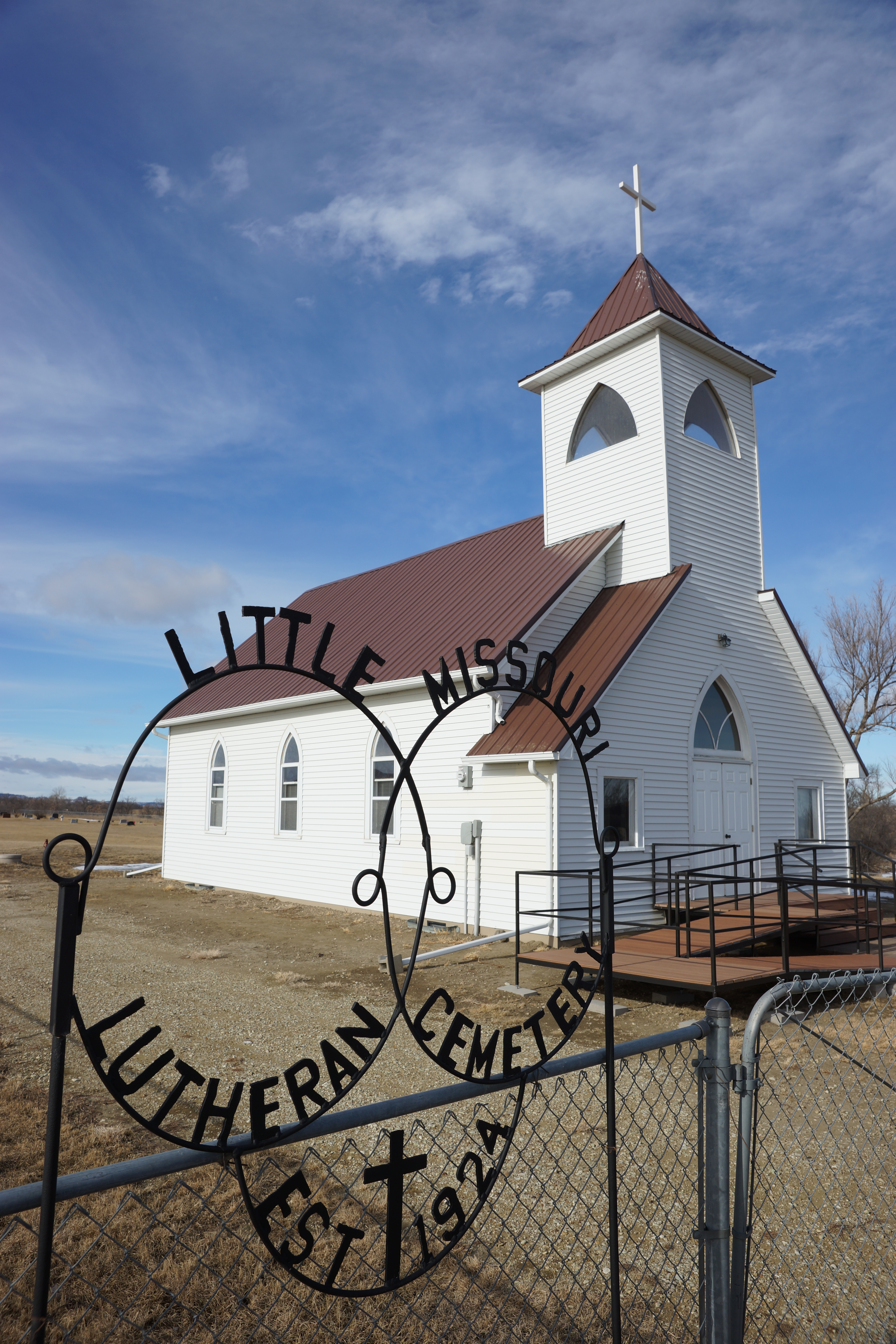
Igreja Luterana de Little Missouri em Montana